# تیریشه
تیریشه ویره‌ای است رونده و پیچنده که چندین سال عمر می‌کند و بومی بیشتر بخش‌های آسیای شرقی، آسیای جنوب شرقی و برخی جزایر اقیانوس آرام است. تیریشه گیاهی است مهاجم و جزء علف‌های زیانبار در نظر گرفته می‌شود. این گیاه از درختان و درختچه‌ها بالا رفته و آن قدر رشد می‌کند تا این که با ایجاد سایه‌ای سنگین بر روی آنها، آنها را خشک می‌کند. این گیاه خوراکی است، ولی اغلب با سم‌های علف کش آن را از بین می‌برند.

## طبق بندی و نام گذاری
تیریشه یک یا چند گونه از جنس پوئراریا را در بر می‌گیرد که بسیار به هم نزدیکند و برخی از آنها جوره هستند و نه یک گونه مستقل. اختلاف ریخت‌شناسی میان آنها بسیار کم است و می‌توانند با همدیگر جفت گیری کنند. تیریشه‌های کنونی در ایالات متحده از گونه‌های زیر به وجود آمده‌اند:
- P. montana
- P. lobata ( P. montana var. lobata )
- P. edulis
- P. phaseoloides
- P. thomsonii (P. montana var. chinensis)
- P. tuberosa